# چتر زمین (سرده)
چتر زمین (نام علمی: Chamaesciadium) نام یک سرده از تیره چتریان است.